# Grenaa Gymnasium
Grenaa Gymnasium er et dansk gymnasium med tilhørende kostafdeling beliggende i Grenaa. Grenaa Gymnasium udbyder STX (almen studentereksamen), HF og IB (International Baccalaureate). I alt har det ca. 550 elever og 60 lærere.
Gymnasiet er tegnet af Arne Gravers og Johan Richter og blev grundlagt i 1961. De to arkitekter tegnede også Århus Statsgymnasium. Da dette byggeri faldt i Grenaa Byråds smag, valgtes de til at tegne gymnasiet. Gymnasiet er opført på et plateau. Grundplanen er kvadratisk, og faglokalerne er beliggende rundt om en festsal og en central garderobe.
I 2014 blev den nyeste tilbygning indviet, som består af helt nye lokaler indrettet til musik, billedkunst og design.
Rektor er Helene Bendorff Kristensen.